# Asamblea Nacional Constituyente de Costa Rica de 1949
La Asamblea Nacional Constituyente de 1949 fue el órgano constituyente que promulgó la actual Constitución Política de la República de Costa Rica. La misma inició funciones el 15 de enero de 1949 y finalizó sus labores el 7 de noviembre del mismo año. Sesionó en el Palacio Nacional de Costa Rica.
Se eligió como presidente al diputado constituyente José María Vargas, pero no ejerció el cargo, y este recayó en el Dr. Marcial Rodríguez Conejo. La Asamblea aprobó por unanimidad reconocer el triunfo de Otilio Ulate Blanco en las elecciones presidenciales de 1948 y llamarlo a ejercer la presidencia de la República para el período comprendido entre 1949 y 1953, como efectivamente lo hizo.
El dos de febrero se integró una comisión conformada por Fernando Volio Sancho, Fernando Baudrit Solera, Manuel Antonio González Herrán, Fernando Lara Bustamante, Rafael Carrillo Echeverría, Fernando Fournier Acuña, Rodrigo Facio Brenes, Eloy Morúa González y Abelardo Bonilla Balladares para redactar el borrador de la nueva Constitución, creando una propuesta bastante vanguardista, sin embargo, el Plenario no aceptó el borrador y finalmente optó por tomar como base la Constitución de 1871 y realizarle algunas reformas.

## Integrantes

### Propietarios
| - José María Vargas Pacheco (Partido Unión Nacional) - Fernando Vargas Fernández (Partido Unión Nacional) - José Joaquín Jiménez Núñez (Partido Unión Nacional) - Edmundo Montealegre Echeverría (Partido Unión Nacional) - Marcial Rodríguez Conejo (Partido Unión Nacional) - Fernando Baudrit Solera (Partido Unión Nacional) - Fernando Volio Sancho (Partido Unión Nacional) - Aquiles Bonilla Gutiérrez (Partido Unión Nacional) - Alberto Oreamuno Flores (Partido Unión Nacional) - Luis Felipe González Flores (Partido Unión Nacional) - Hernán Vargas Castro (Partido Unión Nacional) - Manuel Antonio González Herrán (Partido Unión Nacional) - Fernando Pinto Echevezría (Partido Unión Nacional) - Juan Guido Matamoros (Partido Unión Nacional) - Juan Trejos Quirós (Partido Unión Nacional) - Andrés Brenes Mata (Partido Unión Nacional) - Otón Acosta Jiménez (Partido Unión Nacional) - Enrique Montiel Gutiérrez (Partido Unión Nacional) - José María Zeledón Brenes (Partido Unión Nacional) - Rafael Sotela Bonilla (Partido Unión Nacional) - Andrés Vesalio Guzmán Calleja (Partido Unión Nacional) - Nautilio Acosta Piepper (Partido Unión Nacional) - Everardo Gómez Rojas (Partido Unión Nacional) | - Mario Leiva Quirós (Partido Unión Nacional) - Ramón Arroyo Blanco (Partido Unión Nacional) - Joaquín Monge Ramírez (Partido Unión Nacional) - Luis Dobles Segreda (Partido Unión Nacional) - Gonzalo Solórzano González (Partido Unión Nacional) - Gonzalo Ortiz Martín (Partido Unión Nacional) - Enrique Madrigal Jochs (Partido Unión Nacional) - Alejandro González Luján (Partido Unión Nacional) - Vicente Desanti León (Partido Unión Nacional) - Juan José Herrero Herrero (Partido Unión Nacional) - Numa Ruiz Solórzano (Partido Unión Nacional) - Miguel Brenes Gutiérrez (Partido Constitucional) - Juan Rafael Arias Bonilla (Partido Constitucional) - Manuel Francisco Jiménez Ortiz (Partido Constitucional) - Arturo Volio Jiménez (Partido Constitucional) - Fabio Baudrit González (Partido Constitucional) - Celso Gamboa Rodrígruez (Partido Constitucional) - Rodrigo Facio Brenes (Partido Social Demócrata) - Luis Alberto Monge Álvarez (Partido Social Demócrata) - Fernando Fournier Acuña (Partido Social Demócrata) - Rogelio Valverde Vega (Partido Social Demócrata) - Francisco Vargas Vargas (Confraternidad Nacional) |

### Suplentes
| - Ricardo Esquivel Fernández (Partido Unión Nacional) - Carlos Elizondo Cerdas (Partido Unión Nacional) - Rodolfo Castaing Castro (Partido Unión Nacional) - Rubén Venegas Mora (Partido Unión Nacional) - Alberto Morúa Rivera (Partido Unión Nacional) - Edgar Rojas Vargas (Partido Unión Nacional) - Jorge Rojas Espinosa (Partido Unión Nacional) - Arnulfo Lee Cruz (Partido Unión Nacional) | - Álvaro Chacón Jinesta (Partido Unión Nacional) - Federico Salas Carvajal (Partido Unión Nacional) - José Antonio Castro Sibaja (Partido Unión Nacional) - Mario Alberto Jiménez Quesada (Partido Constitucional) - Manuel Antonio Lobo García (Partido Constitucional) - Carlos Monge Alfaro (Partido Social Demócrata) - Rafael Carrillo Echeverría (Partido Social Demócrata) |

## Presidente de la Asamblea Constituyente de 1949
El presidente de la Asamblea Nacional Constituyente de Costa Rica de 1949 fue:
| Presidente                | Periodo              | Partido |
| ------------------------- | -------------------- | ------- |
| Marcial Rodríguez Conejo  | 1949                 | PUN     |
| José María Vargas Pacheco | 1949 (nunca ejerció) | PUN     |

## Bancadas
| Partido político | Partido político         | Diputados propietarios | Diputados supletes |
| ---------------- | ------------------------ | ---------------------- | ------------------ |
|                  | Partido Unión Nacional   | 34                     | 11                 |
|                  | Partido Constitucional   | 6                      | 2                  |
|                  | Partido Social Demócrata | 4                      | 2                  |
|                  | Confraternidad Nacional  | 1                      |                    |